# Elías de León
Elías de León Aristegui (Minas, 17 agosto 2005) è un calciatore uruguaiano, attaccante del Dep. Maldonado.

## Carriera

### Club
De León è cresciuto nel settore giovanile del Dep. Maldonado dove ha debuttato il 7 maggio 2023 nell'incontro di Primera División perso 4-2 contro il Liverpool (M). Ha segnato i suoi primi gol il 24 ottobre seguente, realizzando una doppietta nel successo per 3-1 sul Nacional.

### Nazionale
Nel 2024 ha debuttato con l'Uruguay Under-20.

## Statistiche

### Presenze e reti nei club
Statistiche aggiornate al 30 aprile 2024.
| Stagione        | Squadra         | Campionato      | Campionato | Campionato | Coppe nazionali | Coppe nazionali | Coppe nazionali | Coppe continentali | Coppe continentali | Coppe continentali | Altre coppe | Altre coppe | Altre coppe | Totale | Totale | Totale |
| Stagione        | Squadra         | Comp            | Pres       | Reti       | Comp            | Pres            | Reti            | Comp               | Pres               | Reti               | Comp        | Pres        | Reti        | Pres   | Reti   |        |
| --------------- | --------------- | --------------- | ---------- | ---------- | --------------- | --------------- | --------------- | ------------------ | ------------------ | ------------------ | ----------- | ----------- | ----------- | ------ | ------ | ------ |
| 2023            | Dep. Maldonado  | PD              | 16         | 3          | CU              | 1               | 0               |                    | -                  | -                  |             | -           | -           | 17     | 3      |        |
| 2024            | Dep. Maldonado  | PD              | 10         | 1          | CU              | 0               | 0               |                    | -                  | -                  |             | -           | -           | 10     | 1      |        |
| Totale carriera | Totale carriera | Totale carriera | 26         | 4          |                 | 1               | 0               |                    | -                  | -                  |             | -           | -           | 27     | 4      |        |